# Coppa del Mondo di sci alpino 1989
La Coppa del Mondo di sci alpino 1989 fu la ventitreesima edizione della manifestazione organizzata dalla Federazione Internazionale Sci; ebbe inizio il 26 novembre 1988 a Schladming, in Austria, e si concluse il 10 marzo 1989 a Shigakōgen, in Giappone. Nel corso della stagione si tennero a Vail i Campionati mondiali di sci alpino 1989, non validi ai fini della Coppa del Mondo, il cui calendario contemplò dunque un'interruzione nel mese di febbraio.
In campo maschile furono disputate 31 gare (10 discese libere, 4 supergiganti, 6 slalom giganti, 8 slalom speciali, 3 combinate), in 16 diverse località. Il lussemburghese Marc Girardelli si aggiudicò sia la Coppa del Mondo generale, sia quella di discesa libera; lo svizzero Pirmin Zurbriggen vinse la Coppa di supergigante e, a pari merito con il norvegese Ole Kristian Furuseth, quella di slalom gigante e il tedesco occidentale Armin Bittner quella di slalom speciale. Zurbriggen era il detentore uscente della Coppa generale.
In campo femminile furono disputate 28 gare (8 discese libere, 4 supergiganti, 7 slalom giganti, 7 slalom speciali, 2 combinate), in 15 diverse località. La svizzera Vreni Schneider si aggiudicò sia la Coppa del Mondo generale, sia quella di slalom gigante e di slalom speciale; la sua connazionale Michela Figini vinse la Coppa di discesa libera e la francese Carole Merle quella di supergigante. La Figini era la detentrice uscente della Coppa generale.

## Uomini

### Risultati
| Data             | Località               | Nazione     | Pista                          | Spec. | Primo                 | Secondo               | Terzo               |
| ---------------- | ---------------------- | ----------- | ------------------------------ | ----- | --------------------- | --------------------- | ------------------- |
| 27 novembre 1988 | Schladming             | Austria     |                                | SG    | Pirmin Zurbriggen     | Franck Piccard        | Leonhard Stock      |
| 19 novembre 1988 | Val Thorens            | Francia     |                                | GS    | Pirmin Zurbriggen     | Rudolf Nierlich       | Hans Enn            |
| 6 dicembre 1988  | Sestriere              | Italia      |                                | SL    | Marc Girardelli       | Jonas Nilsson         | Paul Accola         |
| 9 dicembre 1988  | Val Gardena            | Italia      | Saslong                        | DH    | Peter Müller          | Armin Assinger        | Rob Boyd            |
| 10 dicembre 1988 | Val Gardena            | Italia      | Saslong                        | DH    | Helmut Höflehner      | Patrick Ortlieb       | Peter Müller        |
| 11 dicembre 1988 | Madonna di Campiglio   | Italia      | 3-Tre                          | SL    | Alberto Tomba         | Marc Girardelli       | Michael Tritscher   |
| 17 dicembre 1988 | Kranjska Gora          | Jugoslavia  | Podkoren                       | SL    | Marc Girardelli       | Armin Bittner         | Alberto Tomba       |
| 21 dicembre 1988 | Sankt Anton am Arlberg | Austria     |                                | SL    | Armin Bittner         | Bernhard Gstrein      | Pirmin Zurbriggen   |
| 22 dicembre 1988 | Sankt Anton am Arlberg | Austria     |                                | DH    | Helmut Höflehner      | Pirmin Zurbriggen     | Leonhard Stock      |
| 22 dicembre 1988 | Sankt Anton am Arlberg | Austria     |                                | KB    | Pirmin Zurbriggen     | Markus Wasmeier       | Hubert Strolz       |
| 6 gennaio 1989   | Laax                   | Svizzera    |                                | DH    | Leonhard Stock        | Peter Wirnsberger     | Helmut Höflehner    |
| 8 gennaio 1989   | Laax                   | Svizzera    |                                | SG    | Martin Hangl          | Hans Enn              | Helmut Mayer        |
| 10 gennaio 1989  | Kirchberg in Tirol     | Austria     |                                | GS    | Rudolf Nierlich       | Pirmin Zurbriggen     | Alberto Tomba       |
| 13 gennaio 1989  | Kitzbühel              | Austria     | Streif                         | DH    | Marc Girardelli       | Michael Mair          | Roman Rupp          |
| 14 gennaio 1989  | Kitzbühel              | Austria     | Streif                         | DH    | Daniel Mahrer         | Marc Girardelli       | Peter Wirnsberger   |
| 15 gennaio 1989  | Kitzbühel              | Austria     | Ganslern                       | SL    | Armin Bittner         | Alberto Tomba         | Rudolf Nierlich     |
| 15 gennaio 1989  | Kitzbühel              | Austria     | Ganslern                       | KB    | Marc Girardelli       | Paul Accola           | Michael Mair        |
| 17 gennaio 1989  | Adelboden              | Svizzera    | Chuenisbärgli                  | GS    | Marc Girardelli       | Ole Kristian Furuseth | Alberto Tomba       |
| 20 gennaio 1989  | Wengen                 | Svizzera    | Lauberhorn                     | DH    | Marc Girardelli       | Markus Wasmeier       | Daniel Mahrer       |
| 21 gennaio 1989  | Wengen                 | Svizzera    | Lauberhorn                     | DH    | Marc Girardelli       | Pirmin Zurbriggen     | Daniel Mahrer       |
| 22 gennaio 1989  | Wengen                 | Svizzera    | Männlichen/Jungfrau            | SL    | Rudolf Nierlich       | Alberto Tomba         | Hubert Strolz       |
| 22 gennaio 1989  | Wengen                 | Svizzera    | Lauberhorn Männlichen/Jungfrau | KB    | Marc Girardelli       | Pirmin Zurbriggen     | Markus Wasmeier     |
| 17 febbraio 1989 | Aspen                  | Stati Uniti |                                | DH    | Karl Alpiger          | Marc Girardelli       | Daniel Mahrer       |
| 18 febbraio 1989 | Aspen                  | Stati Uniti |                                | SG    | Lars-Börje Eriksson   | Markus Wasmeier       | Helmut Mayer        |
| 19 febbraio 1989 | Aspen                  | Stati Uniti |                                | GS    | Ingemar Stenmark      | Marc Girardelli       | Lars-Börje Eriksson |
| 25 febbraio 1989 | Whistler               | Canada      |                                | DH    | Rob Boyd              | Daniel Mahrer         | Pirmin Zurbriggen   |
| 26 febbraio 1989 | Whistler               | Canada      |                                | SG    | Marc Girardelli       | Lars-Börje Eriksson   | Pirmin Zurbriggen   |
| 3 marzo 1989     | Furano                 | Giappone    |                                | GS    | Rudolf Nierlich       | Ole Kristian Furuseth | Pirmin Zurbriggen   |
| 5 marzo 1989     | Furano                 | Giappone    |                                | SL    | Ole Kristian Furuseth | Alberto Tomba         | Jonas Nilsson       |
| 9 marzo 1989     | Shigakōgen             | Giappone    |                                | GS    | Ole Kristian Furuseth | Hubert Strolz         | Johan Wallner       |
| 10 marzo 1989    | Shigakōgen             | Giappone    |                                | SL    | Rudolf Nierlich       | Ole Kristian Furuseth | Armin Bittner       |

Legenda:

DH = discesa libera

SG = supergigante

GS = slalom gigante

SL = slalom speciale

KB = combinata

### Classifiche

#### Generale

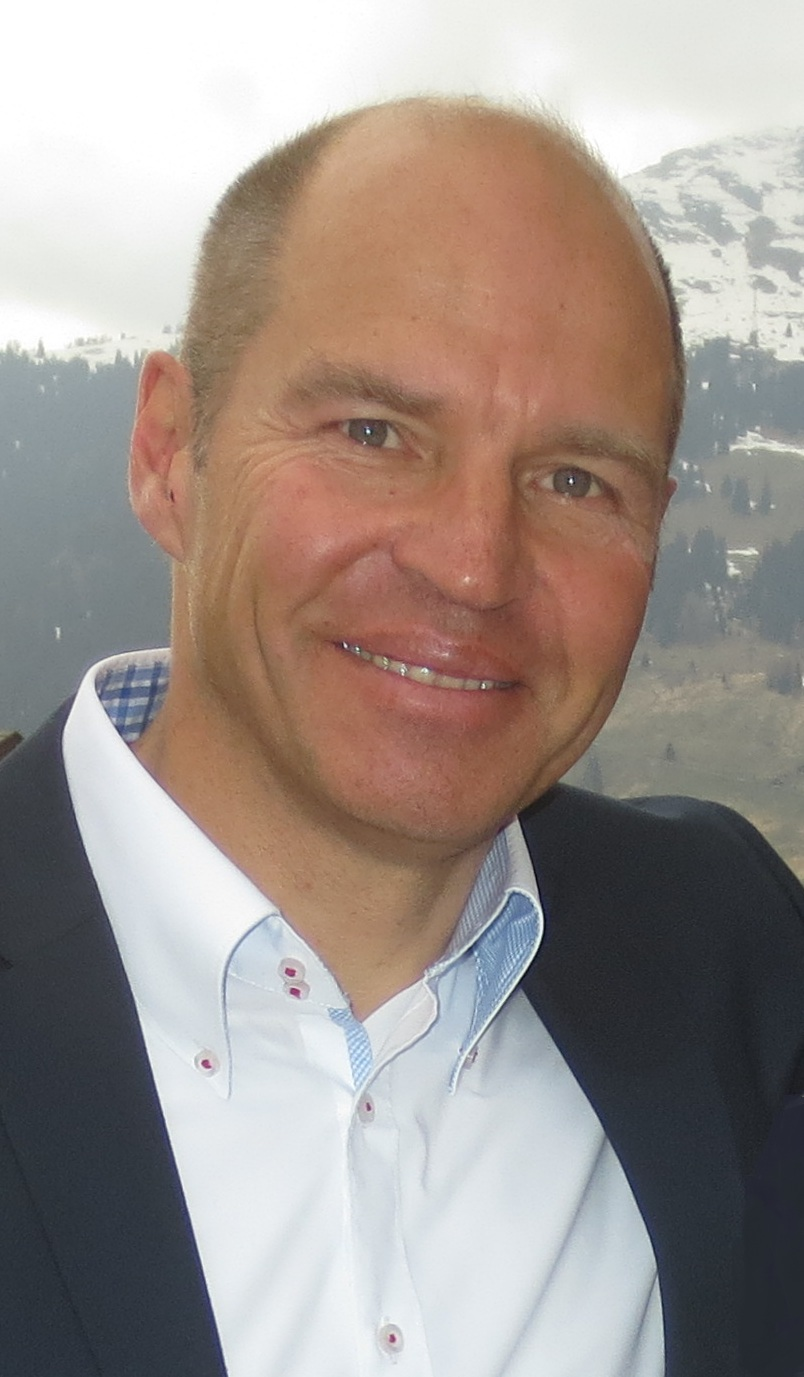
Marc Girardelli nel 2014

Vreni Schneider nel 1995

| Pos. | Nome                  | Nazione        | Punti |
| ---- | --------------------- | -------------- | ----- |
| 1    | Marc Girardelli       | Lussemburgo    | 407   |
| 2    | Pirmin Zurbriggen     | Svizzera       | 309   |
| 3    | Alberto Tomba         | Italia         | 189   |
| 4    | Ole Kristian Furuseth | Norvegia       | 188   |
| 5    | Markus Wasmeier       | Germania Ovest | 166   |
| 6    | Rudolf Nierlich       | Austria        | 144   |
| 7    | Armin Bittner         | Germania Ovest | 127   |
| 8    | Helmut Höflehner      | Austria        | 126   |
| 9    | Daniel Mahrer         | Svizzera       | 114   |
| 10   | Hubert Strolz         | Austria        | 112   |

#### Discesa libera
| Pos. | Nome              | Nazione     | Punti |
| ---- | ----------------- | ----------- | ----- |
| 1    | Marc Girardelli   | Lussemburgo | 139   |
| 2    | Helmut Höflehner  | Austria     | 112   |
| 3    | Daniel Mahrer     | Svizzera    | 102   |
| 4    | Pirmin Zurbriggen | Svizzera    | 94    |
| 5    | Peter Wirnsberger | Austria     | 89    |

#### Supergigante
| Pos. | Nome                | Nazione     | Punti |
| ---- | ------------------- | ----------- | ----- |
| 1    | Pirmin Zurbriggen   | Svizzera    | 62    |
| 2    | Lars-Börje Eriksson | Svezia      | 51    |
| 3    | Franck Piccard      | Francia     | 49    |
| 4    | Martin Hangl        | Svizzera    | 47    |
| 5    | Marc Girardelli     | Lussemburgo | 46    |

#### Slalom gigante
| Pos. | Nome                  | Nazione     | Punti |
| ---- | --------------------- | ----------- | ----- |
| 1    | Ole Kristian Furuseth | Norvegia    | 82    |
| 1    | Pirmin Zurbriggen     | Svizzera    | 82    |
| 3    | Rudolf Nierlich       | Austria     | 79    |
| 4    | Ingemar Stenmark      | Svezia      | 67    |
| 5    | Marc Girardelli       | Lussemburgo | 66    |

#### Slalom speciale
| Pos. | Nome                  | Nazione        | Punti |
| ---- | --------------------- | -------------- | ----- |
| 1    | Armin Bittner         | Germania Ovest | 117   |
| 2    | Alberto Tomba         | Italia         | 112   |
| 3    | Ole Kristian Furuseth | Norvegia       | 106   |
| 3    | Marc Girardelli       | Lussemburgo    | 106   |
| 5    | Jonas Nilsson         | Svezia         | 70    |

#### Combinata
Nel 1989 fu anche stilata la classifica della combinata, sebbene non venisse assegnato alcun trofeo al vincitore.
| Pos. | Nome              | Nazione        | Punti |
| ---- | ----------------- | -------------- | ----- |
| 1    | Marc Girardelli   | Lussemburgo    | 50    |
| 2    | Markus Wasmeier   | Germania Ovest | 47    |
| 3    | Pirmin Zurbriggen | Svizzera       | 45    |
| 4    | Paul Accola       | Svizzera       | 44    |
| 5    | Gustav Oehrli     | Svizzera       | 22    |

## Donne

### Risultati
| Data             | Località              | Nazione     | Pista | Spec. | Prima           | Seconda                | Terza               |
| ---------------- | --------------------- | ----------- | ----- | ----- | --------------- | ---------------------- | ------------------- |
| 26 novembre 1988 | Schladming            | Austria     |       | SG    | Carole Merle    | Ulrike Maier           | Regine Mösenlechner |
| 28 novembre 1988 | Les Menuires          | Francia     |       | GS    | Vreni Schneider | Anita Wachter          | Ulrike Maier        |
| 2 dicembre 1988  | Val-d'Isère           | Francia     |       | DH    | Michela Figini  | Regine Mösenlechner    | Michaela Gerg       |
| 15 dicembre 1988 | Altenmarkt Zauchensee | Austria     |       | DH    | Maria Walliser  | Veronika Wallinger     | Michela Figini      |
| 16 dicembre 1988 | Altenmarkt Zauchensee | Austria     |       | SL    | Vreni Schneider | Katjuša Pušnik         | Tamara McKinney     |
| 16 dicembre 1988 | Altenmarkt Zauchensee | Austria     |       | KB    | Vreni Schneider | Ulrike Maier           | Petra Kronberger    |
| 18 dicembre 1988 | Val di Zoldo          | Italia      |       | GS    | Vreni Schneider | Mateja Svet            | Anita Wachter       |
| 20 dicembre 1988 | Courmayeur            | Italia      |       | SL    | Vreni Schneider | Blanca Fernández Ochoa | Ingrid Salvenmoser  |
| 3 gennaio 1989   | Maribor               | Jugoslavia  |       | SL    | Vreni Schneider | Monika Maierhofer      | Tamara McKinney     |
| 6 gennaio 1989   | Schwarzenberg         | Austria     |       | GS    | Vreni Schneider | Ulrike Maier           | Maria Walliser      |
| 7 gennaio 1989   | Schwarzenberg         | Austria     |       | GS    | Vreni Schneider | Ulrike Maier           | Carole Merle        |
| 8 gennaio 1989   | Mellau                | Austria     |       | SL    | Vreni Schneider | Mateja Svet            | Patricia Chauvet    |
| 12 gennaio 1989  | Grindelwald           | Svizzera    |       | DH    | Michela Figini  | Béatrice Gafner        | Carole Merle        |
| 13 gennaio 1989  | Grindelwald           | Svizzera    |       | DH    | Michela Figini  | Carole Merle           | Maria Walliser      |
| 14 gennaio 1989  | Grindelwald           | Svizzera    |       | SG    | Carole Merle    | Sigrid Wolf            | Maria Walliser      |
| 15 gennaio 1989  | Grindelwald           | Svizzera    |       | SL    | Vreni Schneider | Tamara McKinney        | Monika Maierhofer   |
| 15 gennaio 1989  | Grindelwald           | Svizzera    |       | KB    | Brigitte Oertli | Karen Percy            | Michela Figini      |
| 19 gennaio 1989  | Tignes                | Francia     |       | DH    | Maria Walliser  | Carole Merle           | Michaela Gerg       |
| 20 gennaio 1989  | Tignes                | Francia     |       | SG    | Carole Merle    | Anita Wachter          | Sigrid Wolf         |
| 21 gennaio 1989  | Tignes                | Francia     |       | GS    | Vreni Schneider | Carole Merle           | Maria Walliser      |
| 18 febbraio 1989 | Lake Louise           | Canada      |       | DH    | Michela Figini  | Maria Walliser         | Michaela Gerg       |
| 19 febbraio 1989 | Lake Louise           | Canada      |       | DH    | Michela Figini  | Maria Walliser         | Michaela Gerg       |
| 24 febbraio 1989 | Steamboat Springs     | Stati Uniti |       | DH    | Michela Figini  | Maria Walliser         | Chantal Bournissen  |
| 25 febbraio 1989 | Steamboat Springs     | Stati Uniti |       | SG    | Sigrid Wolf     | Anita Wachter          | Michela Figini      |
| 3 marzo 1989     | Furano                | Giappone    |       | SL    | Vreni Schneider | Veronika Šarec         | Tamara McKinney     |
| 4 marzo 1989     | Furano                | Giappone    |       | GS    | Maria Walliser  | Mateja Svet            | Vreni Schneider     |
| 8 marzo 1989     | Shigakōgen            | Giappone    |       | GS    | Vreni Schneider | Mateja Svet            | Christina Meier     |
| 10 marzo 1989    | Shigakōgen            | Giappone    |       | SL    | Vreni Schneider | Monika Maierhofer      | Veronika Šarec      |

Legenda:

DH = discesa libera

SG = supergigante

GS = slalom gigante

SL = slalom speciale

KB = combinata

### Classifiche

#### Generale
| Pos. | Nome            | Nazione        | Punti |
| ---- | --------------- | -------------- | ----- |
| 1    | Vreni Schneider | Svizzera       | 376   |
| 2    | Maria Walliser  | Svizzera       | 261   |
| 3    | Michela Figini  | Svizzera       | 242   |
| 4    | Carole Merle    | Francia        | 206   |
| 5    | Anita Wachter   | Austria        | 157   |
| 6    | Mateja Svet     | Jugoslavia     | 154   |
| 7    | Ulrike Maier    | Austria        | 150   |
| 8    | Michaela Gerg   | Germania Ovest | 148   |
| 9    | Karen Percy     | Canada         | 127   |
| 10   | Sigrid Wolf     | Austria        | 119   |

#### Discesa libera
| Pos. | Nome               | Nazione        | Punti |
| ---- | ------------------ | -------------- | ----- |
| 1    | Michela Figini     | Svizzera       | 176   |
| 2    | Maria Walliser     | Svizzera       | 142   |
| 3    | Michaela Gerg      | Germania Ovest | 91    |
| 4    | Carole Merle       | Francia        | 67    |
| 5    | Veronika Wallinger | Austria        | 65    |

#### Supergigante
| Pos. | Nome           | Nazione  | Punti |
| ---- | -------------- | -------- | ----- |
| 1    | Carole Merle   | Francia  | 75    |
| 2    | Sigrid Wolf    | Austria  | 71    |
| 3    | Anita Wachter  | Austria  | 56    |
| 4    | Ulrike Maier   | Austria  | 33    |
| 5    | Michela Figini | Svizzera | 29    |

#### Slalom gigante
| Pos. | Nome            | Nazione    | Punti |
| ---- | --------------- | ---------- | ----- |
| 1    | Vreni Schneider | Svizzera   | 165   |
| 2    | Mateja Svet     | Jugoslavia | 106   |
| 3    | Maria Walliser  | Svizzera   | 87    |
| 4    | Ulrike Maier    | Austria    | 60    |
| 5    | Anita Wachter   | Austria    | 59    |

#### Slalom speciale
| Pos. | Nome                   | Nazione     | Punti |
| ---- | ---------------------- | ----------- | ----- |
| 1    | Vreni Schneider        | Svizzera    | 175   |
| 2    | Monika Maierhofer      | Austria     | 85    |
| 3    | Tamara McKinney        | Stati Uniti | 77    |
| 4    | Veronika Šarec         | Jugoslavia  | 61    |
| 5    | Christine von Grünigen | Svizzera    | 48    |

#### Combinata
Nel 1989 fu anche stilata la classifica della combinata, sebbene non venisse assegnato alcun trofeo alla vincitrice.
| Pos. | Nome             | Nazione  | Punti |
| ---- | ---------------- | -------- | ----- |
| 1    | Brigitte Oertli  | Svizzera | 36    |
| 2    | Ulrike Maier     | Austria  | 31    |
| 3    | Vreni Schneider  | Svizzera | 25    |
| 4    | Karen Percy      | Canada   | 20    |
| 5    | Michela Figini   | Svizzera | 19    |
| 5    | Petra Kronberger | Austria  | 19    |